# Lonicera gracilipes
Lonicera gracilipes är en kaprifolväxtart som beskrevs av Friedrich Anton Wilhelm Miquel. Lonicera gracilipes ingår i släktet tryar, och familjen kaprifolväxter.

## Underarter
Arten delas in i följande underarter:
- L. g. glabra
- L. g. glandulosa

## Bildgalleri

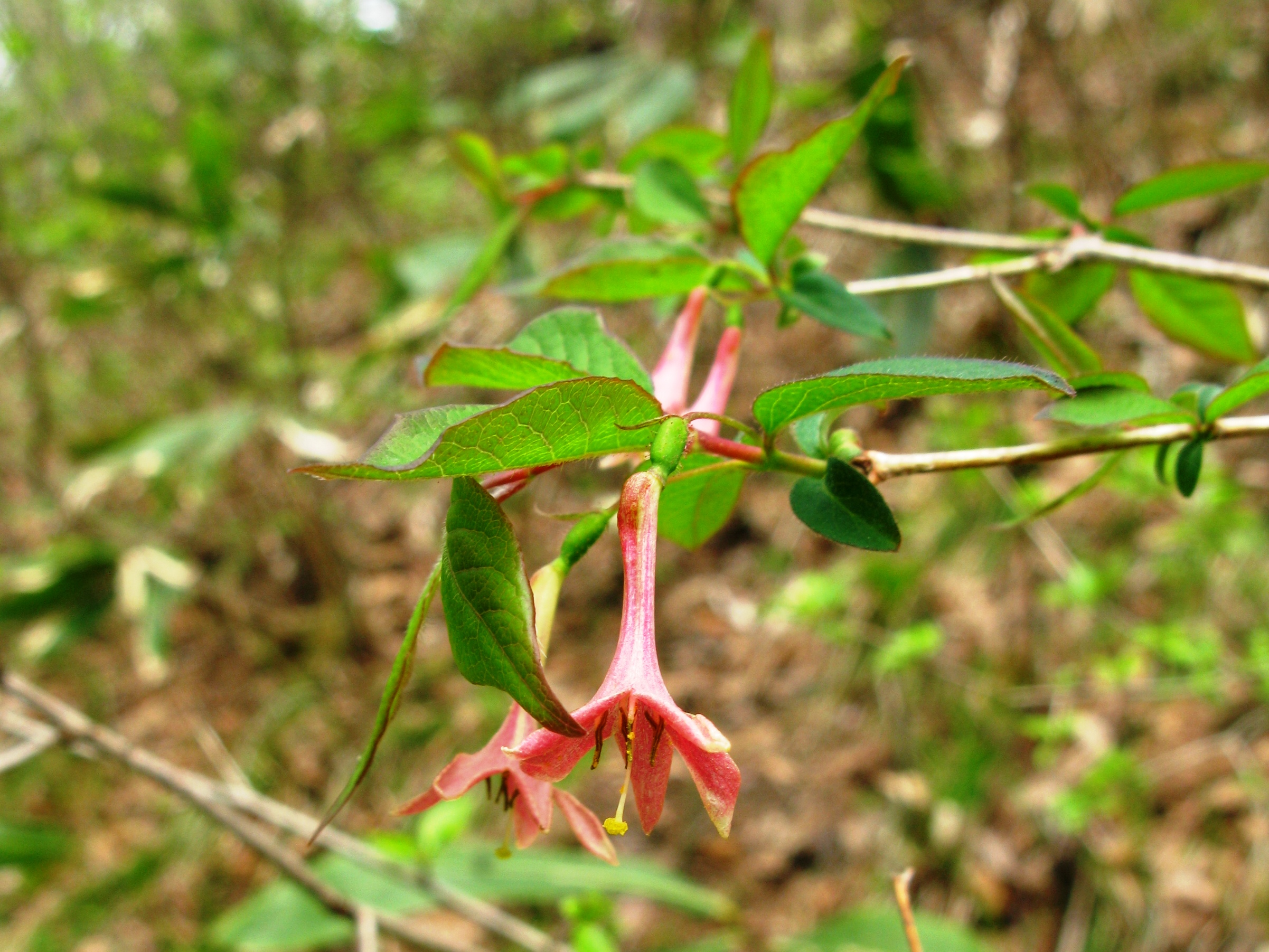
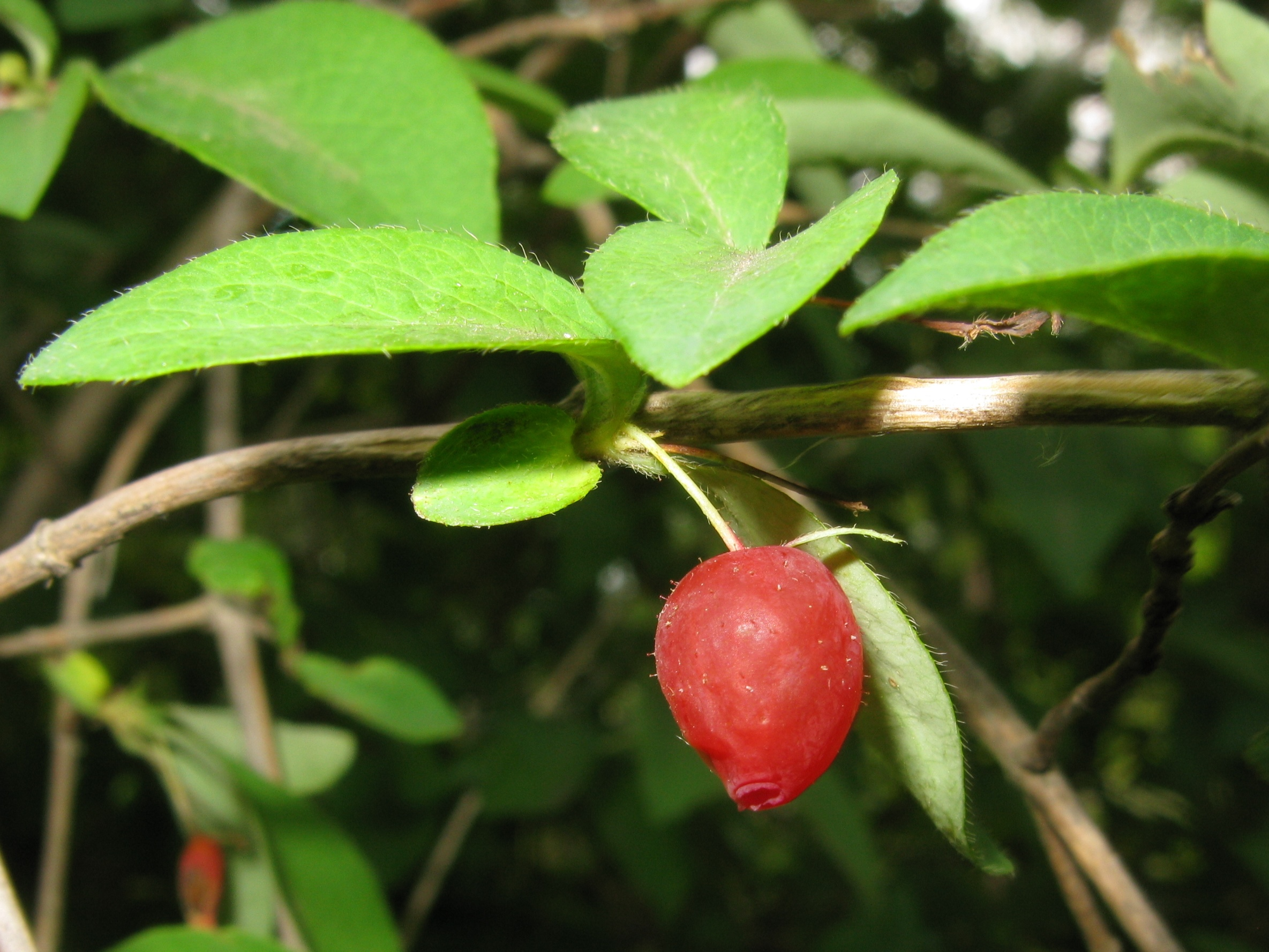
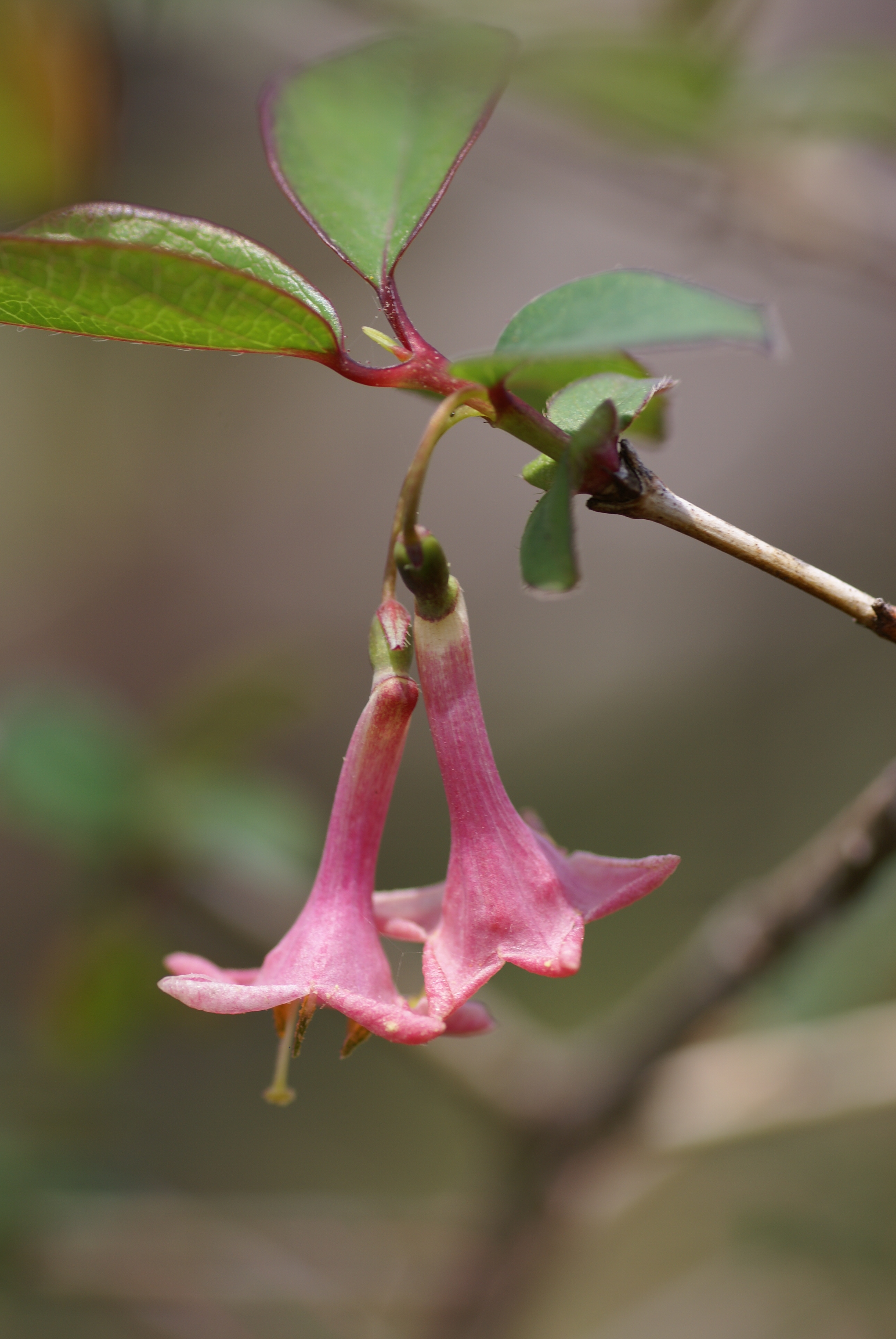
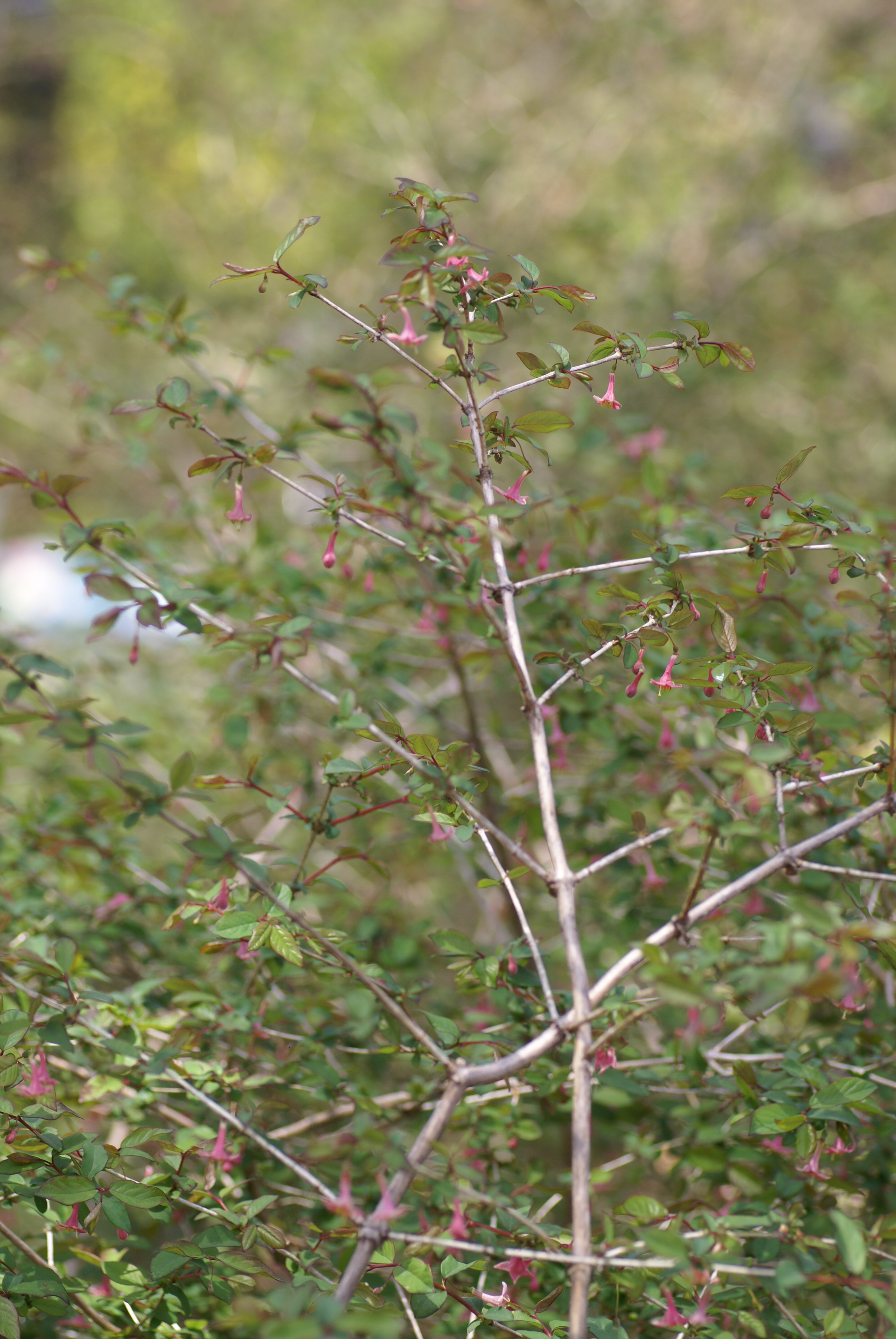